# Kadılar, Mengen
Kadılar là một xã thuộc huyện Mengen, tỉnh Bolu, Thổ Nhĩ Kỳ. Dân số thời điểm năm 2010 là 99 người.